# Fotomorfogénesis
En biología del desarrollo, la fotomorfogénesis es un desarrollo mediado por la luz, donde los patrones de crecimiento de las plantas responden al espectro de la luz. Este es un proceso completamente separado de la fotosíntesis donde la luz se usa como fuente de energía. Los fitocromos, los criptocromos y las fototropinas son receptores sensoriales fotocrómicos que restringen el efecto fotomorfogénico de la luz a las porciones UV-A, UV-B, azul y roja del espectro electromagnético.
La fotomorfogénesis de las plantas a menudo se estudia mediante el uso de fuentes de luz estrechamente controladas por frecuencia para hacer crecer las plantas. Existen al menos tres etapas de desarrollo de la planta donde ocurre la fotomorfogénesis: germinación de semillas, desarrollo de plántulas y el cambio de la etapa vegetativa a la de floración (fotoperiodismo).
La mayoría de las investigaciones sobre fotomorfogénesis provienen de plantas, se produce en varios reinos: hongos, monera, protista y plantae.

## Historia
Teofrasto de Eresus (371 a 287 aC) puede haber sido el primero en escribir sobre fotomorfogénesis. Describió las diferentes calidades de madera de los abetos cultivados en diferentes niveles de luz, probablemente el resultado del efecto fotomorfogénico de "evitación de la sombra". En 1686, John Ray escribió "Historia Plantarum" que mencionó los efectos de la etiolación (crecer en ausencia de luz). Charles Bonnet introdujo el término "etiolement" en la literatura científica en 1754 al describir sus experimentos, comentando que el término ya estaba en uso por los jardineros.

## Etapas del desarrollo afectadas

### Germinación de la semilla
La luz tiene efectos profundos en el desarrollo de las plantas. Los efectos más llamativos de la luz se observan cuando una plántula en germinación emerge del suelo y se expone a la luz por primera vez.
Normalmente, la radícula de las plántulas (raíz) emerge primero de la semilla, y el brote aparece cuando la raíz se establece. Más tarde, con el crecimiento del brote (especialmente cuando emerge a la luz), aumenta la formación de raíces secundarias y la ramificación. En esta progresión coordinada de las respuestas del desarrollo, hay manifestaciones tempranas de fenómenos de crecimiento correlativo donde la raíz afecta el crecimiento del brote y viceversa. En gran medida, las respuestas de crecimiento son mediadas por hormonas.

### Desarrollo de plántulas
En ausencia de luz, las plantas desarrollan un patrón de crecimiento etiolado. La etiolación de la plántula hace que se alargue, lo que puede facilitar que salga del suelo.
Una plántula que emerge en la oscuridad sigue un programa de desarrollo conocido como skotomorfogénesis (desarrollo oscuro), que se caracteriza por la etiolación. Tras la exposición a la luz, la plántula cambia rápidamente a la fotomorfogénesis (desarrollo de la luz).
Existen diferencias cuando se comparan plántulas de crecimiento oscuro (etioladas) y de crecimiento ligero (desetioladas)
Características etioladas:

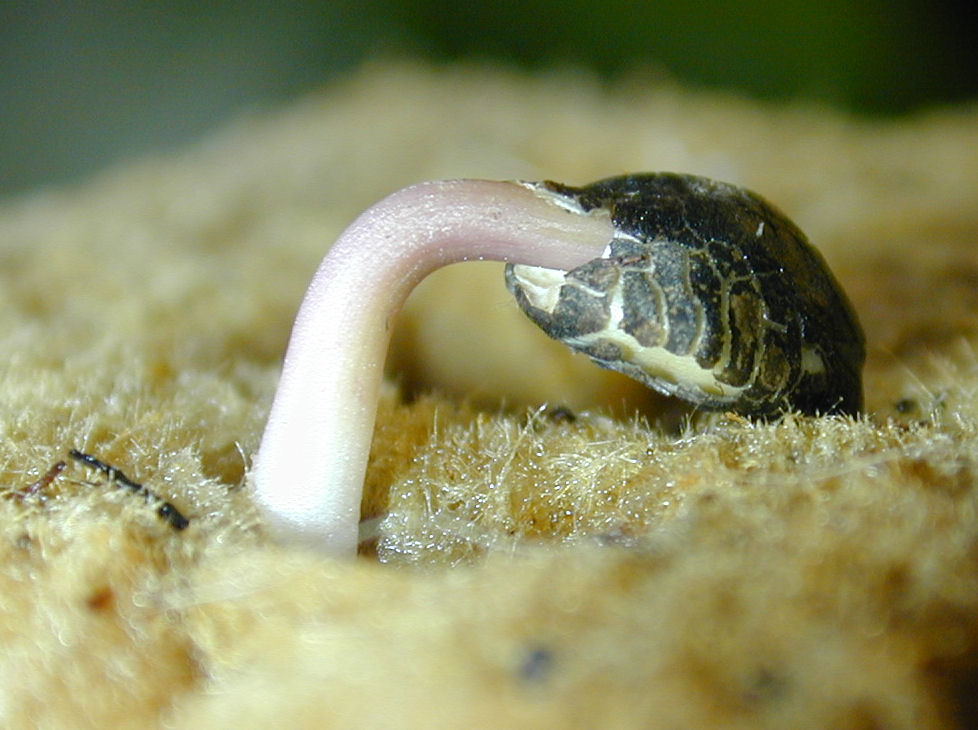
Una plántula que emerge del suelo muestra un gancho apical (en el hipocotilo en este caso), una respuesta a condiciones oscuras.

- Distinto gancho apical (dicotiledón) o coleoptilo (monocotiledón)
- No hay crecimiento de hojas
- Sin clorofila
- Alargamiento rápido del vástago
- Expansión radial limitada del vástago
- Alargamiento limitado de la raíz
- Producción limitada de raíces laterales.

Características de-etioladas
- Se abre el gancho apical o se abre coleoptil
- Crecimiento foliar promovido
- Clorofila producida
- Elongación del tallo suprimido
- Expansión radial del tallo.
- Elongación de la raíz promovido
- Desarrollo de la raíz lateral acelerado

Los cambios en el desarrollo característicos de la fotomorfogénesis mostrados por las plántulas desetioladas son inducidos por la luz.

### Fotoperiodismo
Algunas plantas dependen de las señales luminosas para determinar cuándo pasar de la etapa vegetativa a la floración del desarrollo de la planta. Este tipo de fotomorfogénesis se conoce como fotoperiodismo e implica el uso de fotorreceptores rojos (fitocromos) para determinar la duración del día. Como resultado, las plantas fotoperiódicas solo comienzan a producir flores cuando los días han alcanzado un "día crítico", lo que permite a estas plantas iniciar su período de floración según la época del año. Por ejemplo, las plantas de "día largo" necesitan días largos para comenzar a florecer, y las plantas de "día corto" necesitan experimentar días cortos antes de comenzar a hacer flores.
El fotoperiodismo también tiene un efecto en el crecimiento vegetativo, incluso en la latencia de las yemas en plantas perennes, aunque esto no está tan bien documentado como el efecto del fotoperiodismo en el cambio a la etapa de floración.

## Receptores de luz para fotomorfogénesis
Típicamente, las plantas responden a las longitudes de onda de la luz en las regiones azul, roja y roja lejana del espectro a través de la acción de varios sistemas fotosensores diferentes. Los fotorreceptores para longitudes de onda roja y roja lejana se conocen como fitocromos. Hay al menos 5 miembros de la familia de fotorreceptores fitocromáticos. Hay varios fotorreceptores de luz azul conocidos como criptocromos. La combinación de fitocromos y criptocromos media el crecimiento y la floración de las plantas en respuesta a la luz roja, la luz roja lejana y la luz azul.

### Luz roja / roja lejana
Las plantas usan fitocromos para detectar y responder a longitudes de onda roja y roja lejana. Los fitocromos son proteínas de señalización que promueven la fotomorfogénesis en respuesta a la luz roja y la luz roja lejana. El fitocromo es el único fotorreceptor conocido que absorbe luz en el espectro de luz rojo / rojo lejano (600-750 nm) específicamente y solo para fines fotosensoriales. Los fitocromos son proteínas con un pigmento absorbente de la luz que se une al cromóforo. El cromóforo es un tetrapirol lineal llamado fitocromobilina.
Hay dos formas de fitocromos: absorción de luz roja, Pr, y absorción de luz roja lejana, Pfr. La Pfr, que es la forma activa de los fitocromos, puede revertirse a Pr, que es la forma inactiva, induciendo lentamente la oscuridad o más rápidamente por irradiación con luz roja lejana. La apoproteína fitocroma, una proteína que junto con un grupo protésico forma una molécula bioquímica particular, como una hormona o una enzima, se sintetiza en la forma Pr. Al unirse al cromóforo, la holoproteína, una apoproteína combinada con su grupo protésico, se vuelve sensible a la luz. Si absorbe luz roja, cambiará la conformación a la forma Pfr biológicamente activa. La forma Pfr puede absorber la luz roja lejana y volver a la forma Pr. La Pfr promueve y regula la fotomorfogénesis en respuesta a la luz FR, mientras que Pr regula la desetilación en respuesta a la luz R.
La mayoría de las plantas tienen múltiples fitocromos codificados por diferentes genes. Las diferentes formas del fitocromo controlan diferentes respuestas, pero también hay redundancia, de modo que, en ausencia de un fitocromo, otro puede asumir las funciones faltantes. Hay cinco genes que codifican fitocromos en el modelo genético de Arabidopsis thaliana, PHYA-PHYE. PHYA participa en la regulación de la fotomorfogénesis en respuesta a la luz roja lejana. PHYB participa en la regulación de la germinación de semillas fotorreversibles en respuesta a la luz roja. PHYC media la respuesta entre PHYA y PHYB. PHYD y PHYE median la elongación del entrenudo y controlan el tiempo en que la planta florece.
Los análisis moleculares de los genes fitocromáticos y de tipo fitocromo en plantas superiores (helechos, musgos, algas) y bacterias fotosintéticas han demostrado que los fitocromos evolucionaron a partir de fotorreceptores procarióticos que antecedieron el origen de las plantas.
Takuma Tanada observó que las puntas de las raíces de la cebada se adhirieron a los lados de un vaso de precipitados con una superficie cargada negativamente después de ser tratadas con luz roja, y luego liberadas después de haber estado expuestas a la luz roja lejana. Para el frijol mungo fue lo contrario, donde la exposición a la luz roja lejana hizo que las puntas de las raíces se adhirieran, y la luz roja causó que las raíces se desprendieran. Este efecto de luz roja y roja lejana en las puntas de las raíces ahora se conoce como el efecto Tanada.

### Luz azul
Las plantas contienen múltiples fotorreceptores de luz azul que tienen diferentes funciones. Sobre la base de estudios con espectros de acción, mutantes y análisis moleculares, se ha determinado que las plantas superiores contienen al menos 4, y probablemente 5, fotorreceptores de luz azul diferentes.
Los criptocromos fueron los primeros receptores de luz azul que se aislaron y caracterizaron de cualquier organismo, y son responsables de las reacciones de luz azul en la fotomorfogénesis. Las proteínas utilizan una flavina como cromóforo. Los criptocromos han evolucionado a partir de la fotoliasa de ADN microbiana, una enzima que lleva a cabo la reparación dependiente de la luz del ADN dañado por UV. Hay dos formas diferentes de criptocromos que se han identificado en las plantas, CRY1 y CRY2, que regulan la inhibición del alargamiento del hipocotilo en respuesta a la luz azul. Los criptocromos controlan el alargamiento del tallo, la expansión de las hojas, los ritmos circadianos y el tiempo de floración. Además de la luz azul, los criptocromos también perciben la radiación UV de longitud de onda larga (UV-A). Desde que se descubrieron los criptocromos en las plantas, varios laboratorios han identificado genes homólogos y fotorreceptores en varios otros organismos, incluidos los humanos, los ratones y las moscas.
Hay fotorreceptores de luz azul que no forman parte de la fotomorfogénesis. Por ejemplo, la fototropina es el fotorreceptor de luz azul que controla el fototropismo.

### Luz ultravioleta
Las plantas muestran diversas respuestas a la luz UV. Se ha demostrado que UVR8 es un receptor UV-B. Las plantas experimentan distintos cambios fotomorfogénicos como resultado de la radiación UV-B. Tienen fotorreceptores que inician cambios morfogenéticos en el embrión de la planta (hipocotilo, epicotilo, radícula). La exposición a la luz ultravioleta en las plantas media las rutas bioquímicas, la fotosíntesis, el crecimiento de las plantas y muchos otros procesos esenciales para el desarrollo de las plantas. El fotorreceptor UV-B, UV RESISTANCE LOCUS8 (UVR8) detecta los rayos UV-B y provoca respuestas fotomorfogénicas. Estas respuestas son importantes para iniciar el alargamiento del hipocotilo, la expansión de la hoja, la biosíntesis de los flavonoides y muchos otros procesos importantes que afectan el sistema de raíz-brote. La exposición a los rayos UV-B puede ser dañina para el ADN dentro de las células de la planta, sin embargo, el UVR8 induce los genes necesarios para aclimatar a las plantas a la radiación UV-B, estos genes son responsables de muchas vías de biosíntesis que involucran la protección contra el daño UV, el estrés oxidativo, y la fotorreparación del daño en el ADN).
Todavía hay mucho por descubrir acerca de los mecanismos involucrados en la radiación UV-B y UVR8. Los científicos están trabajando para comprender las vías responsables de la respuesta de los receptores UV de la planta a la radiación solar en entornos naturales.